# Dexiomera surda
Dexiomera surda är en tvåvingeart som beskrevs av Charles Howard Curran 1933. Dexiomera surda ingår i släktet Dexiomera och familjen parasitflugor. Inga underarter finns listade i Catalogue of Life.